# صيف هندي

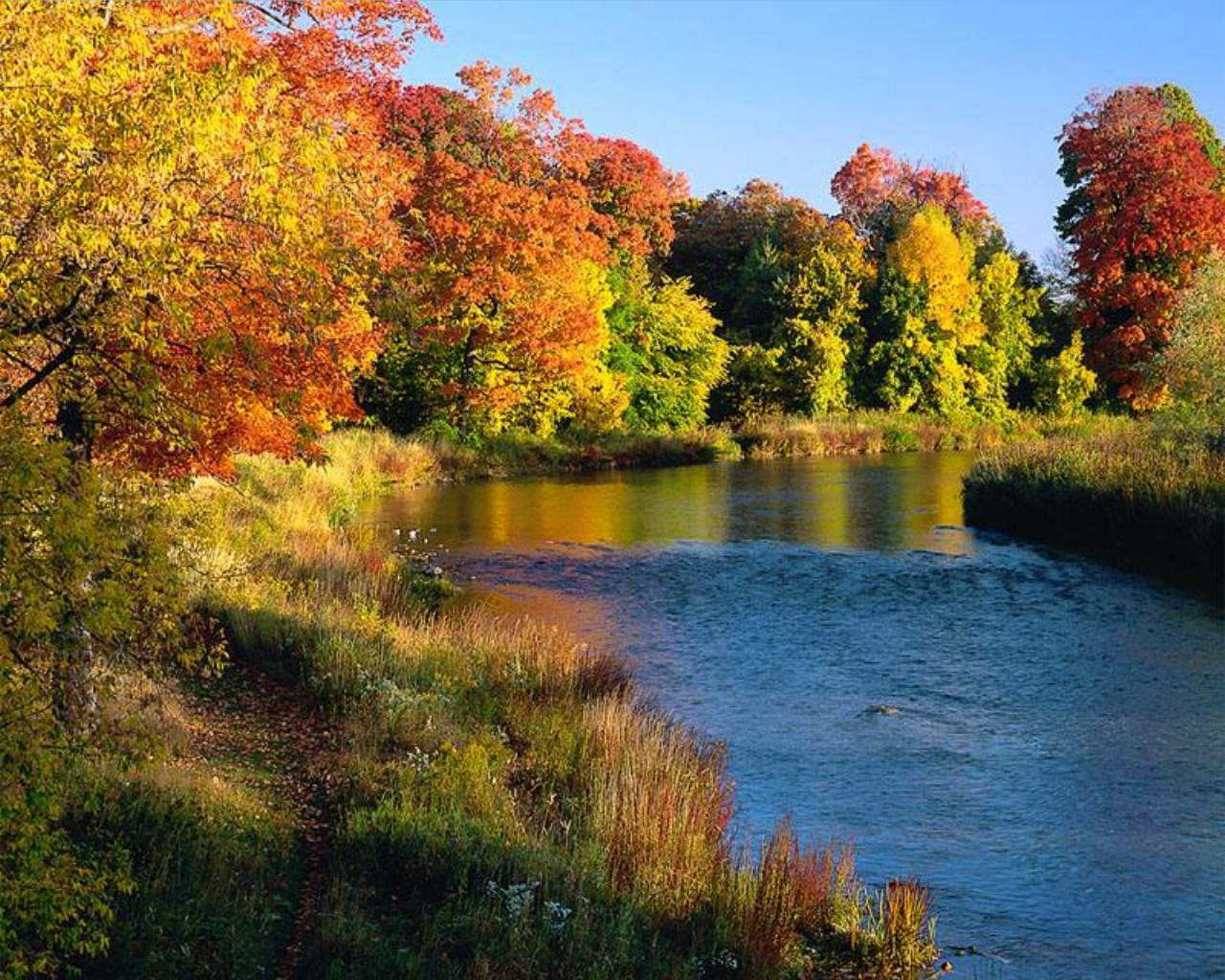

صيف هندي هو نوبة من الطقس المشمس تحدث في شهر تشرين الأول وأوائل شهر تشرين الثاني في الولايات المتحدة وبريطانيا ، كما يستخدم هذا المصطلح للدلالة على النوبة المبكرة من الطقس المشمس التي تحدث في شهر أيلول كنتيجة لامتداد ضغط آصور المرتفع شمالاً.